# Daïra de Bir Mourad Raïs
La circonscription administrative de Bir Mourad Rais est une wilaya déléguée de la wilaya d'Alger dont le chef-lieu est la ville éponyme de Bir Mourad Rais.

## Walis délégués
Le poste de wali délégué de la wilaya déléguée de Bir Mourad Raïs a été occupé par plusieurs personnalités politiques nationales depuis sa création.
| N° | Wali délégué         | Début             | Fin               |
| -- | -------------------- | ----------------- | ----------------- |
| 01 | Abdelmalek Boudiaf   | 2 août 1997       | 13 août 2000      |
| 02 | Mohamed Bousmaha     | 13 août 2000      | 16 août 2001      |
| 03 | Salah Cherradi       | 16 août 2001      | 11 août 2005      |
| 04 | Zitouni Ouled Salah  | 11 août 2005      | 1er juillet 2009  |
| 05 | Maâmar Alaïli        | 28 juillet 2009   | 30 septembre 2010 |
| 06 | Salah El Affani      | 30 septembre 2010 | 24 octobre 2013   |
| 07 | Mohamed Chakour      | 24 octobre 2013   |                   |
| 08 | Mohamed Ben Amar     | 22 juillet 2015   | 7 avril 2021      |
| 09 | Abdelaziz Djouadi    | 7 avril 2021      | 25 août 2021      |
| 10 | Abdelaziz Deliba     | 25 août 2021      | 4 juillet 2023    |
| 11 | Abderrahmane Rahmani | 6 septembre 2023  | 5 novembre 2024   |
| 12 | Sadek Hadjar         | 5 novembre 2024   | (en cours)        |

## Communes
La daïra de Bir Mourad Raïs est constituée de cinq communes : 
1. Bir Mourad Raïs
2. Birkhadem
3. Djasr Kasentina
4. Hydra
5. Saoula